# Marek Roszczynialski
Marek Roszczynialski (ur. 5 grudnia 1917 w Jabłonowie, zm. 12 maja 1993 w Starogardzie Gdańskim) – polski jeździec, olimpijczyk z Rzymu 1960.
Absolwent Szkoły Podchorążych Kawalerii w Grudziądzu, uczestnik Kampanii wrześniowej II wojny światowej. 
Zawodnik klubu LZS Łobez. Był medalistą mistrzostw Polski w ujeżdżeniu:
- złotym w roku 1955 na koniu Ariol
- srebrnym w roku 1958 na koniu Duplikat
- brązowym w roku 1956 na koniu Ariol

W roku 1957 zdobył tytuł mistrza Polski w WKKW na koniu Ariol.
W roku 1959 na mistrzostwach Europy w WKKW startując na koniu Ariol zajął 20. miejsce indywidualnie (jako jedyny zawodnik z całej stawki pokonał parkur bezbłędnie) oraz 4. miejsce drużynowo (partnerami byli: Andrzej Kobyliński, Marian Babirecki).
Był tłumaczem literatury hipologicznej. Był dyrektorem stadniny koni w Stubnie w latach 1950-1953, dyrektorem Stadniny Ogierów w Łobzie w latach 1954-1966 i Koźlu w latach 1967-1972.
Przygotowywał konie oraz jeźdźców do udziału w wielkiej Defiladzie z okazji 1000-lecia chrztu Polski (1966).
Na igrzyskach olimpijskich w 1960 roku wystartował w Wszechstronnym Konkursie Konia Wierzchowego którego nie ukończył (nie ukończył crossu), a polska drużyna na skutek zdekompletowania nie została sklasyfikowana.